# Lucius D. Clay
Lucius Dubignon Clay (Marietta, Georgia, 1897. április 23. – Chatham, Massachusetts, 1978. április 16.) az amerikai hadsereg tábornoka, 1947 és 1949 között Németország amerikai megszállási övezetének katonai kormányzója.

## Pályája
Clay Georgia állam egyik szenátorának fiaként született. A West Point katonai akadémia elvégzése után 1918-ban egy mérnökszázadhoz került. Az 1920-as és '30-as években a West Pointon tanított. 1942-ben a hadsereg egyik legfiatalabb tábornoka lett. A második világháború küzdelmeibe először 1944-ben kapcsolódott be, csapataival sikeresen stabilizálta a normandiai Cherbourg kikötőváros helyzetét. 1945 májusában Németország amerikaiak által megszállt övezetének katonai kormányzóhelyettese lett. 1947 és 1949 között az amerikai zóna kormányzójaként irányította az országrész életét. E szerepében kezdeményezte a Bizóna kialakítását, a terület demokratizálását. 1948-ban a berlini blokád idején konfrontatív álláspontot foglalt el a szovjetekkel szemben, majd vezérszerepet vállalt a berlini légihíd létrehozásában és sikerében. Katonai pályafutása zárultával amerikai vállalatok vezetésében vállalt szerepet. 1961-ben a berlini fal építésének napjaiban Kennedy elnök megbízottjaként tért vissza Nyugat-Berlinbe.
Clay-t West Pointban temették el, sírján németül olvasható Berlin polgárainak köszönete: "Wir danken dem Bewahrer unserer Freiheit" (Hálával szabadságunk megóvójának).
Nevét több közterület viseli szerte Németországban, emlékét civilszervezetek és emléktáblák őrzik.

## Fordítás
- Ez a szócikk részben vagy egészben  a   Lucius D. Clay című német Wikipédia-szócikk ezen változatának fordításán alapul.  Az eredeti cikk szerkesztőit annak laptörténete sorolja fel. Ez a jelzés csupán a megfogalmazás eredetét és a szerzői jogokat jelzi, nem szolgál a cikkben szereplő információk forrásmegjelöléseként.

1. ↑  https://www.smenet.org/Professional-Development/Awards-Competitions/Award-Recipients/John-Fritz-Medal-Award